# Копринарка
Копринарката (Bombycilla garrulus) е пойна птица. Различават се два слабо диференцирани подвида: освен типичната форма се среща B. g. pallidiceps в неарктичната зона (Гренландия и Северна Америка), както и разновидност B. g. centralasiae, чиято таксономична класификация е все още неизяснена.

## Описание
Копринарката достига 18 см дължина и тежи 50-60 грама. Близка е по големина до скорците. Отдалеч изглежда сиво-ръждива и не бие на очи, но отблизо е лесно забележима и пъстра. Ясен отличителен белег е заострената качулка. От основата на силната черна човка през очите до тила минава тъмночерна ивица, която при възрастните е с тънък бял контур. Под човката си копринарката има черно „лигавниче“, подобно на черешарката. При женската петното е по-малко. Опашката е окрайчена с една черна и една яркожълта лента. Някои от второстепенните махови пера завършват най-често с червени (понякога оранжево-червени) блестящи капчици, напомнящи восък за писма, откъдето идва и английското название "waxwing" (восъчно крило). Първостепенните махови пера са тъмночерни, окрайчени с оранжево-жълто, и отблизо се забелязват тънките бели ивици по тях. Младите птици имат белезникава гуша със сиви резки, а коремът им е оцветен в белезникаво и сиво-кафяво. Няма изразени полови различия по големина и окраска.
Копринарката е социална птица и затова най-често се среща на групи. Гласът ѝ звучи като „сиррр“ или „чиррр“. Копринарката може да достигне възраст до 13 години.

## Разпространение
Ареалът на копринарката обхваща тайгата от Северна Скандинавия до залива Хъдсън в Канада. Тя обитава главно северните части на тайгата, но съществуват и големи находища – особено в Централен и Източен Сибир – които се намират в южния край на гористия пояс. Видът гнезди в смесени гори, съставени главно от смърч, често в близост до водни басейни. В Източна Азия предпочита гори от лиственица или сухи брезови гори.
Случва се ята от копринарки да се скитат на юг от обичайния си ареал и да се задържат в антропогенни местообитания като паркове, гробища и крайградски райони, използвайки наличните там хранителни ресурси.
В България понякога се наблюдава като зимуваща птица.

## Хранене
През есента и зимата менюто на копринарката се състои от плодовете на офиката, хвойната, имела, калината, глога), а също така от ябълки и круши. През гнездовия период тя се храни с насекоми, които лови в полет. За ден копринарката изяжда храна, равняваща се на два пъти теглото ѝ. Големият ѝ черен дроб ѝ помага бързо да разгради алкохола, съдържащ се в презрелите плодове.

## Размножаване
Половото узряване настъпва след една година. Гнезденето е през май – юни. Гнездото е с формата на паничка, изградено от трева, косми, мъх, клонки на иглолистни дървета. Копринарката го строи в горната част на дървета, които се намират най-често на края на гората, близо до водни басейни и други гнездящи двойки. Женската снася 4 до 6 синьо-сиви яйца с черни точки, които мъти в продължение на 13-14 дни. През време на гнезденето мъжкият носи храна от насекоми и горски плодове. Младите се научават на летят след 15-17 дни. Всяка година копринарката си намира нов брачен партньор. Ухажването включва хранене на женската с горски плодове.

## Миграции
Видът е местен или частично прелетен. Само популациите, гнездящи в най-северните части на ареала, редовно напускат своите местообитания и презимуват по на юг. При намалено количество на плодовете на офиката, които са главният им източник на храна, други популации също решават на напуснат гнездовия си ареал.